# 小野村 (福岡県)
小野村（おのむら）は、福岡県糟屋郡にあった村である。

## 歴史
- 1889年（明治22年）4月1日 - 町村制施行により谷山村、小山田村、薬王寺村、薦野村、米多比村が合併して糟屋郡小野村が成立。
- 1955年（昭和30年）4月1日 - 古賀町、青柳村と合併し新・古賀町となる。
- 1997年（平成9年）10月1日 - 市制施行により古賀市となる。

## 学校
- 小野村立小野小学校